# الإسدية (الشرقية)
قرية الإسدية هي إحدى القرى التابعة لمركز أبوحماد في محافظة الشرقية في جمهورية مصر العربية. حسب إحصاءات سنة 2006، بلغ إجمالي السكان في الإسدية 30990 نسمة، منهم 15718 رجل و15272 امرأة. ومن أعلامها محمد عبد الحليم سعيد أستاذ الدراسات الإسلامية وصاحب ترجمة للقرآن للإنجليزية.

## التاريخ
قرية الأسدية من القرى القديمة، حيث وردت باسم «اللسدتين» في أعمال الشرقية ضمن قرى الروك الصلاحي التي أحصاها ابن مماتي في كتاب قوانين الدواوين. كما وردت باسم «الأسادي» في أعمال الشرقية ضمن قرى الروك الناصري التي أحصاها ابن الجيعان في كتاب «التحفة السنية بأسماء البلاد المصرية». وفي العصر العثماني وردت في التربيع العثماني الذي أجراه الوالي العثماني سليمان باشا الخادم في عصر السلطان العثماني سليمان القانوني باسم «الإسديّة» ضمن قرى ولاية الشرقية، وفي تاريخ 1228هـ/1813م الذي عدّ قرى مصر بعد المسح الذي قام به محمد علي باشا باسم «الإسدية» ضمن قرى مديرية الشرقية.